# セルビット
セルビット（Cer-Vit）とはアメリカ合衆国のオーエンス・イリノイス(Owens-Illinois)が開発した低膨張の光学材料である。非晶質の基材と結晶質の分散材により構成された結晶化ガラスの一種であり、赤褐色透明を示す。

## 概要
セルビットはオーエンス・イリノイスによって1966年に開発された。当初は香水のビン用を想定して製造された。極めて均質かつ温度膨張率が低いことから、光学用に転用された。
製造は、原料ガラスを一旦溶解した後、加熱保温処理による結晶化で行われる。この加熱保温処理の条件によって熱膨張率は影響を受ける。
2008年現在は製造されていない。

## 特徴
- 熱膨張が事実上ゼロに近い[1]。
- 均質である。
- 温度特性がフラットではない。
- 着色しており無色透明ではない。
- ヘリウムガスを透過するため、レーザーキャビティには不適である。

## 用途
1. 光学: 反射望遠鏡の鏡材・光学原器などに使用される。例えばカナダ・フランス・ハワイ望遠鏡の主鏡として採用された。

## セルビットの項目
- 密度: 2.50 g/cm3 at 25°C
- ヤング率: 9.2 x 109 dynes/mm2
- ポアソン比: 0.25
- 比熱容量 at 25°C: 0.217 cal/(g*K) = 0.907 J/(g*K)
- 熱膨張率 (-100° to 200°C) : 0.00 ± 0.15 x 10-6/°C